# Pulquèria (filla de Teodosi I)
|  | No s'ha de confondre amb Pulquèria. |

Pulquèria, en llatí Aelia Pulcheria, va ser la filla de l'emperador romà Teodosi I el Gran i de la seva primera esposa Flaccil·la.
Era germana dels emperadors Honori i Arcadi i va morir molt jove. Les diverses fonts són contradictories, algunes diuen que va morir amb pocs mesos i d'altres que amb set anys, molt probablement una mica abans de la mort de la seva mare l'any 386, cosa que va permetre que Teodosi I es casés amb Gal·la, filla de l'emperador Valentinià I, per unificar les dues dinasties imperials, la Valentiniana i la Teodosiana. Alguns historiadors pensen que la seva mort pot estar relacionada amb la de la seva mare.
No s'ha de confondre aquesta Pulquèria, amb la seva famosa neboda Pulquèria, filla de l'emperador Arcadi i casada amb l'emperador Marcià.